# ニュースファイル23
ニュースファイル23は、朝日放送（ABC）が、腸捻転解消後の1975年4月から9月まで、毎晩23:00 - 23:15（JST）に放送されていた深夜のニュース番組。

## 概要
この番組は、腸捻転解消直後に放送されていたABCの最終ニュース番組で、関西地区のローカルニュースだけではなく全国のニュースもこの番組で伝えていた。
これは当時NETテレビ（現・テレビ朝日）系で放送されていた深夜のワイド番組である「スタジオ23」（23時 - 23時50分）をABCが非ネットとして別番組を編成していた都合上、夜のANNニュース（当時は「スタジオ23」放送後の23時50分 - 24時）の同時ネットができなかったため、自社制作によるニュース番組を編成する必要から制作されていたものである。

## キャスター
- 松倉一義（担当時点では朝日放送アナウンサー）

## 備考
- この番組が放送されていた当時、ABC以外のNETテレビ（現・テレビ朝日）系列局で放送されていた「スタジオ23」について、関西地区では近畿放送（現：京都放送）・サンテレビジョン・テレビ和歌山に番組販売でネットされていて、関西地区でこの3局が視聴できない地域ではこれを見ることは事実上できなかった。

| スタブアイコン | サブスタブ | この項目は、まだ閲覧者の調べものの参照としては役立たない、テレビ番組に関連した書きかけの項目です。この項目を加筆・訂正などしてくださる協力者を求めています（P:テレビ/PJ:放送または配信の番組）。 |